# Imbert
Imbert è un comune della Repubblica Dominicana di 24.075 abitanti, situato nella Provincia di Puerto Plata.